# اتا مارافسای
اتا مارافسای یک ستاره است که در صورت فلکی مارافسای قرار دارد.